# True (Ms.OOJAの曲)
｢True｣(トゥルー)は、Ms.OOJAの楽曲。2023年8月9日にUniversal Sigmaから配信限定シングルとしてリリースされた。

## 概要
｢True｣はMs.OOJAにとって通算16曲目の配信限定シングル。
楽曲はRyosuke "Dr.R" Sakaiと麦野優衣とのコライトで制作された。
Ms.OOJAは楽曲について｢恋は麻薬に似ているとよく言いますが、まさにそれ。この幸福感を味わいたくて、 どんどん欲求がエスカレートして麻痺してしまうのです。第一弾の｢Desert｣とは対極のテーマですが、｢True｣を経て｢Desert｣に突入してしまうのは恋愛の常。いつまでも｢True｣な気持ちを忘れないようにしたいです。｣と語った。

## 収録曲
| #         | タイトル  | 作詞                                | 作曲                                | 編曲      | 時間 |
| --------- | --------- | ----------------------------------- | ----------------------------------- | --------- | ---- |
| 1.        | 「True」  | Ms.OOJA/麦野優衣/Ryosuke"Dr.R"Sakai | Ms.OOJA/麦野優衣/Ryosuke"Dr.R"Sakai |           | 3:26 |
| 合計時間: | 合計時間: | 合計時間:                           | 合計時間:                           | 合計時間: | 3:26 |

## ミュージックビデオ
| 曲名 | ミュージックビデオ       |
| ---- | ------------------------ |
| True | Ms.OOJA ｢True｣ - YouTube |

## 収録アルバム
| # | 楽曲 | アルバム     | アルバム |
| # | 楽曲 | 発売年月日   | タイトル |
| - | ---- | ------------ | -------- |
| 1 | True | 2023年9月6日 | 40       |